# Kraftnät Åland
Kraftnät Åland Ab är Ålands stamnätsoperatör. Sedan bolaget bildades 1997 har det ägt, drivit och utvecklat landskapets högspänningsnät. Bolaget är systemansvarigt och ser till att elproduktion och elförbrukning alltid är i balans. Den största ägaren är Ålands landskapsregering.

## Stamnät
Stamnätet omfattar 22 stationer och totalt cirka 512 kilometer ledning:
- 62,9 km 110 kilovolt (kV) kabel
- 26,4 km 110 kV luftledning
- 161,8 km 80 kV kabel
- 96,8 km 45 kV kabel
- 164,1 km 45 kV luftledning[1]

### Anslutningar mot Sverige
- Växelströmskabel, 110 kV och 80 megawatt (MW), 60 km, till Vattenfalls regionnät i Senneby på Väddö. Kabel och station ägs gemensamt av Kraftnät Åland och Vattenfall.[3][1]

### Anslutningar mot Finland
- ÅL-link är en likströmskabel på 100 MW mellan Ytterby i Jomala och Nådendal, i drift sedan december 2015.[1]
- En 45 kV växelströmskabel förbinder nätet med Carunas nät i Gustavs i Egentliga Finland.[3]

## Övriga bolag
Det finns flera bolag på Åland vad gäller el.

### Distributionsnätinnehavare
Dessa bolag har distributionsnät till abonnenter:
- Mariehamns stads elverk
- Ålands elandelslag

### Balansansvariga
Dessa är ansvariga för att balansera produktion och konsumtion gentemot Kraftnät Åland:
- Ålands Elandelslag
- Ålands Energi AB
- Allwinds

### Elhandelsbolag
Dessa bolag kan man som abonnent teckna avtal med för att köpa el:
- Mariehamns stads elverk
- Ålands Elandelslag
- Ålands Energi AB
- Allwinds

## Historik
Den första elförbindelsen till Sverige var en PEX-kabel på 84 kV och 40 MVA, som togs i bruk 1973. Den totala längden var 170 km för att överbrygga avståndet 56 km med tre faser. Sieverts Kabelverk tillverkade 85 km i längder om 2500 meter i Sundbyberg.

År 2000 driftsattes en ny växelströmskabel på 80 MW till Sverige.